# عین غزال
عین غزال (عین غزال) یک سایت باستان‌شناسی مربوط به دوران نوسنگی پیش از سفال ب است که اکنون در شهر امان پایتخت اردن قرار دارد. عین غزال در کرانه رود زرقا بنا شده بود. گفته می‌شود که جمعیت این سکونت‌گاه در حدود سال ۷۰۰۰ (پ.م) به ۳۰۰۰ نفر هم می‌رسیده که این امر آنرا پرجمعیت‌ترین سکونت‌گاه آدمی تا به آن زمان می‌کرده است.